# Asediul Antiohiei
"Asediul Antiohiei" se poate referi și la bătălia din 1268 în care Baibars a cucerit Antiohia de la cruciați. Vedeți și Asediul Antiohiei (1268).
Asediul Antiohiei a avut loc în timpul primei cruciade, în perioada octombrie 1097 – iunie 1098. Cruciații au asediat orașul apărat de musulmani din 21 octombrie 1097 până pe 2 iunie 1098. Musulmanii au asediat la rândul lor Antiohia apărată de creștini între 7 iunie 7 și 28 iunie 1098.

## Contextul general
Antiohia fusese pierdută de Imperiul Bizantin în mâinile turcilor selgiucizi de puțină vreme, în 1085. Fortificațiile bizantine datau din vremea împăratului Justinian I și fuseseră reconstruite și întărite de puțină vreme de turci. Aceștia din urmă cuceriseră orașul prin trădare și toate fortificațiile fuseseră preluate intacte. Din 1088, guvernatorul musulman al Antiohiei fusese Yaghi-Siyan. Yaghi-Siyan era îngrijorat de înaintarea în Anatolia a armatelor cruciate în 1097 și el a cerut ajutor în statele vecine musulmane, dar fără succes. Pentru a se pregăti pentru sosirea oastei creștine, el a aruncat în închisoare pe Patriarhul ortodox al Antiohiei și a exilat grecii și armenii ortodocși, permițând însă sirienilor ortodocși să rămână în cetate.

## Sosirea cruciaților
Cruciații au sosit în fața porților Antiohiei pe 20 octombrie 1097. Cei mai importanți trei lideri ai creștinilor, Godfrey de Bouillon, Bohemund de Taranto și Raymond al IV-lea de Toulouse, nu au fost de acord asupra acțiunilor de a doua zi. În timp ce Raymond dorea să dea imediat atacul, Godfrey și Bohemund preferau să asedieze orașul. Raymond a cedat fără nicio tragere de inimă și, a doua zi, cruciații au încercuit parțial orașul. Fortificațiile bizantine erau sufcient de puternice ca să reziste unui atac direct, deși este posibil ca efectivele armatei lui Yaghi-Siyan să nu fi fost suficient de numeroase pentru a asigura apărarea adecvată a fortificațiilor. Guvernatorul musulman a fost ușurat și a prins noi speranțe când a văzut că armata cruciată se complică într-un asediu. Bohemund și-a stabilit pozitiile la colțul de nord-est al orașului, la Poarta "Sfântul Pavel". Raymond și-a aeșzat tabăra spre vest, la Poarta "Câinelui", iar Godfrey și-a plasat trupele tot la vest, la Poarta "Ducelui", unde se construise un pod de vase peste râul Orontes, care asigura legătura cu satul  Talenki. Spre sudul fortificațiilor se afla Turnul "celor Două Surori", iar spre colțul de nord-vest se afla Poarta "Sfântul Gheorghe", care rămăsese neblocată de asediatori și care era  folosită de Yaghi-Sian pentru aprovizionarea trupelor proprii. Pe părțile de sud și de est se aflau mai multe dealuri, cunoscute sub numele generic de Muntele Sfântul Silpius, către aceste dealuri deschizându-se Poarta "de Fier" a cetății.

## Asediul cruciat
Pe la mijlocul lunii noiembrie, a ajuns la Antiohia și nepotul lui Bohemund, Tancred, iar flota genoveză a intrat în portul Sfântul Simeon, aducând noi provizii pentru cruciați. Asediul trena și, în decembrie, Godfrey s-a îmbolnăvit, iar proviziile, care fuseseră din belșug până în acel moment, au inceput să se sfârșească odată cu venirea iernii. La sfârșitul lunii, Bohemund și Robert de Flandra au plecat în fruntea a aproximativ 20.000 de cruciați spre sud în căutare de alimente, dar câtă vreme acești luptători creștini au fost plecați, Yaghi-Siyan a atacat prin poarta Sfântul Gheorghe pe 29 decembrie, vizate fiind pozitiile lui Raymond din Talenki. Raymond a reușit să rspingă atacul, dar nu a reușit să cucerească orașul. Între timp, Bohemund și Robert au fost atacați de o armată condusă de Duqaq al Damascului, care se deplasa către nord în ajutorul asediaților. Deși cruciații au ieșit învingători și de această dată, ei au fost obligați să se retragă către nord, spre Antiohia, fără să-și fi indeplinit misiunea, colectarea de provizii. Luna decembrie s-a terminat sub auspicii proaste pentru amândouă taberele: un cutremur a lovit regiunea pe 30 decembrie, pe cer a apărut o auroră în noaptea următoare, fenomen interpretat de toți ca fiind de rău augur, iar în săptămânile care au urmat a plouat puternic și a urmat un frig atât de neobișnuit pentru regiunea respectivă, încât Duqaq a fost nevoit să facă drumul întors fără să mai aibă prilejul să se mai lupte cu armata cruciaților.

### Foametea
Datorită lipsei de provizii, în tabăra cruciaților a apărut foametea, care a omorât atât oamenii cât și caii: unul din șapte oameni a pierit de foame și au mai rămas în viață numai 700 de cai. Se povestește că unii dintre cei mai săraci soldați creștini, membri ai resturilor cruciadei țăranilor conduse de Pierre l’Ermite, așa-numiții tafuri, s-au dedat la acte de canibalism, consumând cadavre de musulmani. Alți soldați au mâncat carne de cal, iar unii dintre cavaleri au preferat să sufere de foame. Creștinii și exilatul Patriarh Ortodox al Ierusalimului, Simeon, aflat acum în Cipru, au încercat să trimită alimente, dar nu au reușit să aprovizioneze în cantități suficiente tabăra cruciadă. O parte dintre soldații și cavalerii creștini au inceput să dezerteze în ianuarie 1098, inclusiv călugărul Pierre l’Ermite. Deși călugărul a fost rapid găsit și a fost adus în tabăra cruciată, prestigiul său a fost grav afectat.

### Plecarea lui Taticius
În februarie, generalul bizantin Taticius, care îi sprijinise pe cruciați în calitate consilier și de împuternicit al împăratului Alexie I Comnenul, a părăsit pe neașteptate tabăra creștină. După cum afirmă prințesa Ana Comnena, care se presupene că a discutat personal cu generalul bizantin, cruciații au refuzat să urmeze sfaturile lui Taticius. Mai mult, Bohemund l-a informat pe Taticius că unii dintre capii oastei creștine plănuiau să-l ucidă pe general, presupunând că împăratul bizantin îi încurajează în secret pe turci. Pe de altă parte, Bohemund a afirmat că a fost vorba de trădare sau de lașitate, motive suficiente pentru a refuza îndeplinirea obligațiilor asumate cu privire la retrocedarea Antiohiei către bizantini. Se presupune că Bohemund a complotat pentru plecarea lui Taticius, ca să aibă un motiv întemeiat să păstreze orașul pentru sine, dacă reușea să-l cucerească. Deși Godfrey și Raymond nu au fost de acord cu pretențiile lui Bohemund, acesta din urmă a devenit rapid foarte popular în rândurile cavalerilor și soldaților de rând, al cărui sprijin l-a căpătat în mod necondiționat. În tot acest timp, Yaghi-Siyan a continuat să ceară ajutorul vecinilor musulmani. Din Alep a sosit o armată condusă de Ridwan. La fel ca și în cazul lui Duqaq înaintea sa, Ridwan a fost infrânt pe 9 februarie în apropierea Antiohiei, la Harim.

### Întăririle englezești
În martie, a ancort în portul Sfântul Simeon o flotă engleză condusă de Edgar Atheling, (care era supus bizantin), care aducea din Constantinopol materiale pentru construirea mașinilor de asediu. Toate aceste noi provizii puteau fi pierdute în întregime pe 6 martie, când coloanele de transpot au fost atacate de un detașament al garnizoanei lui Yaghi-Siyan. Numai atacul ordonat de Godfrey a dus la respingerea musulmanilor și recuperarea materialelor de asediu. Deși flota și materialele fuseseră plătite de împăratul Alexius, cruciații au preferat să considere că toate acestea nu reprezintă un ajutor direct al bizantinilor. Cruciații au început construirea unor mașini de asediu, a unui fort botezat "La Mahomerie", (care bloca Poarta "Podului" și îl împiedica pe Yaghi-Siyan să atace ruta de transport a proviziilor dinspre porturile Sfântul Simeon și Alexandretta) și să refacă mânăstirea abandonată de la vestul Porții Sfântul Gheorghe, folosită de musulmani pentru aprovizionarea orașului. Tancred a ocupat mânăstirea, rebotezată "Fortul lui Tancred", în timp ce Raymond de Toulouse a preluat controlul fortificației "La Mahomerie". În acest moment, cruciații au reușit să obțină primele rezultate importante ale asediului, odată cu venirea primăverii, cu îmbunătățirea situației aprovizionării în tăbăra creștină și cu definitivarea încercuirii Antiohiei.

### Solia fatimidă
În aprilie a sosit în tabăra cruciată o solie fatimidă din Egipt, încercând stabilirea unor condiții de pace cu creștinii, care erau până la urmă inamicii propriilor inamici, turcii selgiucizi. Pierre l’Ermite, care vorbea fluent limba arabă, a fost trimis să negocieze. Rezultatele negocierilor au fost nule. Fatimizi, care-i consideraseră pe cruciați doar mercenari ai bizantinilor, erau dispuși să-i lase pe aceștia să stăpânească Siria, dacă erau de acord să nu atace Palestina fatimidă, un aranjamet acceptat fără probleme de bizantini și egipteni până la venirea turcilor în regiune. Dar cruciații nu puteau accepta un aranjament care nu le asigura stăpânirea asupra Ierusalimului. Până la urmă, solii fatimizi au fost tratați cu deosebită politețe și li s-au oferit numeroase daruri, parte a prăzii de război luată de la musulmanii înfrânți în martie, dar nu s-a căzut de acord asupra niciunui aranjament definitiv.

## Cucerirea Antiohiei

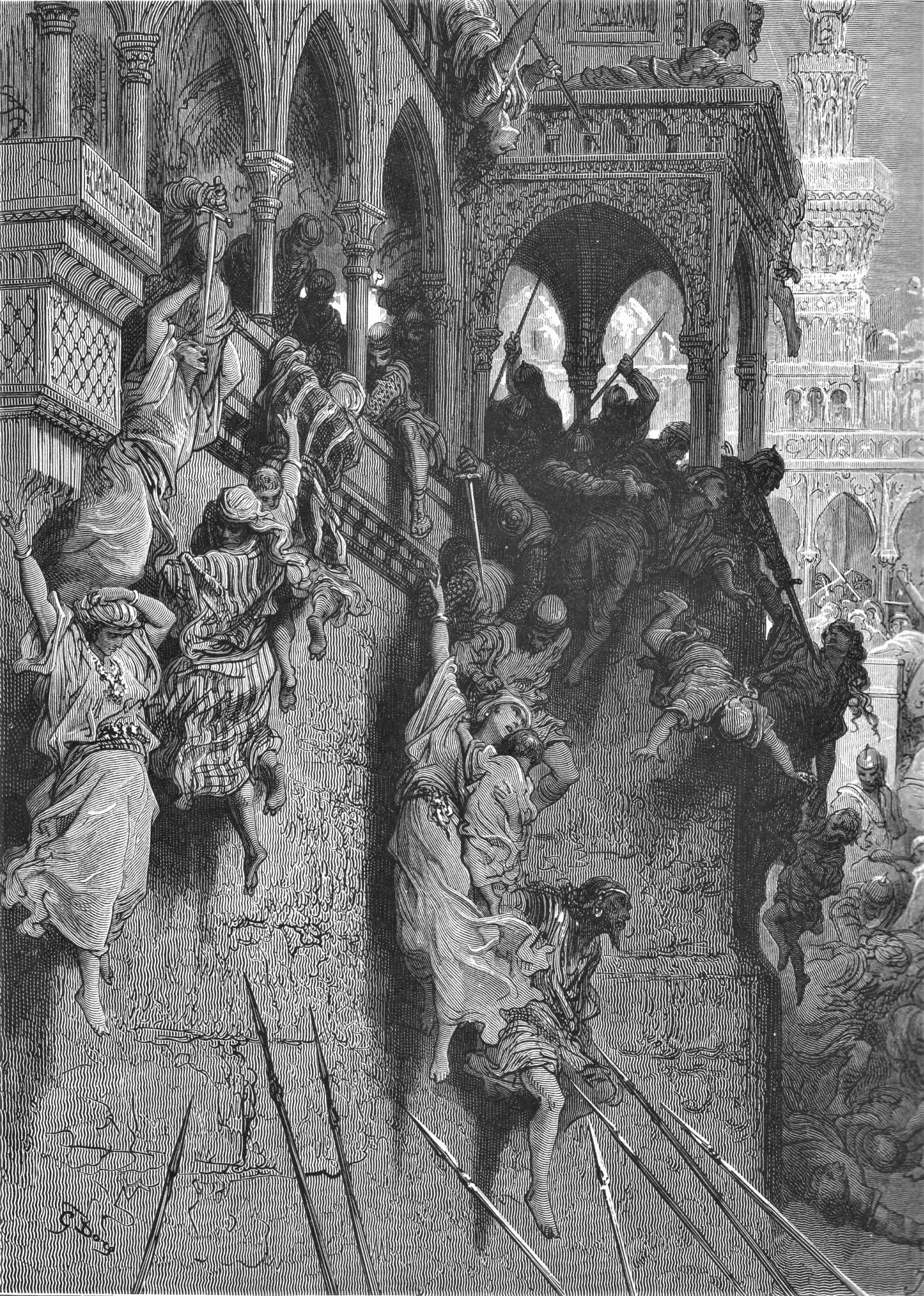
"Masacrul din Antiohia" de Gustave Doré.

Asediul a continuat, iar la sfârșitul lunii mai 1098, în ajutorul Antiohiei a sosit o armată musulmană din Mosul sub comanda lui Kerbogha. Această armată era mult mai numeroasă decât cele care încercaseră până atunci spargerea asediului creștin. Kerbogha își unise forțele cu cele ale lui Ridwan și ale lui Duqaq, în rândurile noii forțe aflându-se forțe persane și din Mesopotamia Artuqidă. Cruciații s-au bucurat de un răstimp neașteptat necesar pregătirilor de luptă, Kerbogha atacând mai întâi fără succes Edessa, care fusese cucerită în 1098 de Baldwin de Boulogne.
Cruciații și-au dat seama că trebuie să cucerească Antiohia mai inainte de sosirea întăririlor musulmanilor lui Kerbogha. Bohemund a reușit să stabilească contacte cu Firouz, un sodat armean care păzea Turnul "celor Două Surori", care dorea să se răzbune din motive personale pe Yaghi-Siyan, și l-a mituit pentru ca să deschidă poarta cetății. Bohemund a convocat adunarea cruciaților și le-a cerut ca, după cucerirea orașului prin mită și trădare, să fie de acord să i-l ofere lui ca pradă de război. Raymond a răspuns furios că orașul trebuie predat împăratului bizantin, așa cum se căzuse de acord la Constantinopol în 1097, dar Godfrey, Tancred, Robert și alți lideri creștini au fost de acord cu pretențiile lui  Bohemund.
În ciuda acestor aranjamente, pe 2 iunie, Étienne de Blois și alți câțiva cruciați au dezertat. Mai târziu în aceiași zi, Firouz i-a transmis lui Bohemund să mimeze un marș spre coloana în inaintare a lui Kerbogha, iar mai apoi să se întoarcă noaptea și să atace zidurile cetății. După ce a fost dusă la indeplinire această schemă, Firouz a deschis porțile turnului pe care îl apăra și orașul a fost invadat de creștini. Creștinii sirieni rămași în cetate au deschis la rândul lor restul porților și au participat alături de cruciați la masacrarea musulmanilor. În timpul violențelor, cruciații au ucis și creștini localnici alături de musulmani, inclusiv pe fratele lui Firouz. Yaghi-Siyan a încercat să fugă, dar a fost prins de creștinii sirieni în afara zidurilor cetății, a fost decapitat, iar capul lui i-a fost oferit lui Bohemund.

## Al doilea asediu

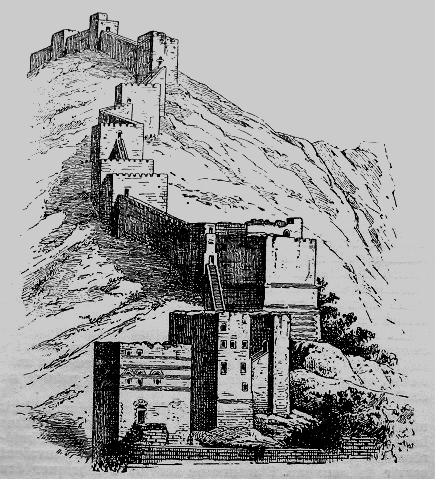
Fortificațiile Antiohiei de pe Muntele Sfântul Silpius în timpul cruciadelor

La sfârșitul zilei de 3 iunie, cruciații controlau cea mai mare parte a orașului, cu excepția citadelei, care a rămas în mâineile garnizoanei conduse de fiul lui Yaghi-Siyan, Shams ad-Daulah. Patriarhul ortodox al Antiohiei a fost reinstalat în funcție de legatul papal, Adhemar de Le Puy, care spera să păstreze bunele relații cu bizantinii, în special după ce a fost clar pentru toată lumea că Bohemund dorea să păstreze orașul ca pradă de război și nu era dispus să-l cedeze bazileului. Antiohia ducea lipsă de alimente, iar armata lui Kerbogha continua să se apropie. Kerbogha a ajuns două zile mai târziu, pe 5 iunie. Musulmanii au încercat fătră succes să cucerească orașul printr-un atac-surpriză pe 7 iunie. Pe 9 iunie a fost început al doilea asediu al Antiohiei, de data aceasta cruciații fiind în postura de apărători.
Un număr tot mai mare de cruciați dezertaseră până la venirea lui Kerbogha, alăturându-se lui Étienne de Blois în Tarsus. Étienne văzuse armata lui Kerbogha, care făcuseră tabăra în preajma Antiohiei, iar noii dezertori i-au confirmat temerile că orașul este pierdut. Pe drumul spre Constantinopol, Étienne și ceilalți dezertori s-au întâlnit cu împăratul Alexius, care se grăbea spre Antiohia în ajutorul cruciaților, neștiind că acum aceștia sun asediați, nu asediatori. Étienne l-a convins pe împărat că orașul este ca și pierdut. Împăratul s-a lăsat convins să nu mai înainteze spre Antiohia, cu atât mai mult cu cât iscoadele bizantine reperaseră o nouă armată selgiucidă în Anatolia. Bizantinii au hotărât să se reintoarcă la Constantinopol, decât să riște o confruntare cu forțe ale căror efective nu le cunoștea cu certitudine și cu o eventuală înfrângere.

### Descoperirea Sfintei Lănci

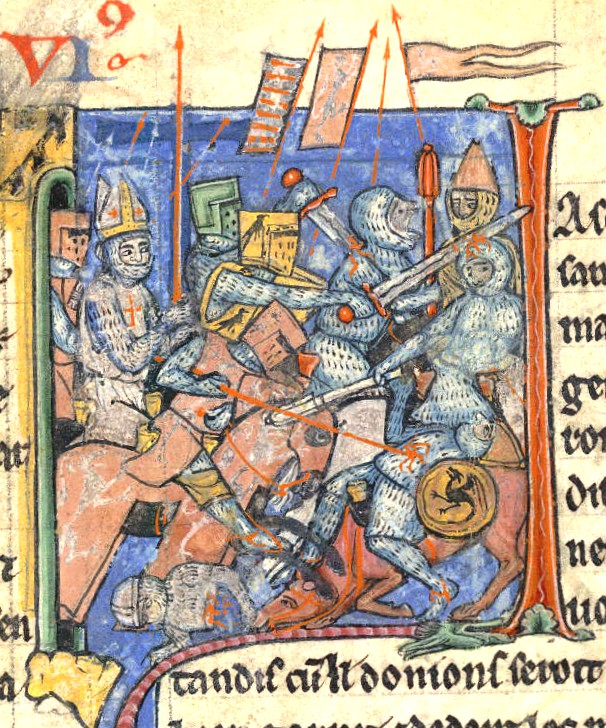
Adhémar de Monteil purtând mitră, în mână cu Lacea Sfântă în timpul primei cruciade.

Între timp, în Antiohia, pe 10 iunie, un călugăr simplu și necunoscut, Pierre Bartholomeo a anunțat că a avut o viziune a Sfântului Andrei, care i-ar fi dezvăluit că Lancea Sfântă s-ar afla în oraș. Un alt călugăr a anunțat că a avut viziuni cu Isus Cristos și Fecioara Maria. Pe 14 iunie, a fost zărit un meteorit care s-a prăbușit în tabăra musulmanilor, ceea ce a fost considerat un semn de bun augur. În ciuda faptului că legatul papal s-a arătat neîncrezător, de timp ce el văzuse relicva Sfintei Sulițe la Constantinopol, Raymond la crezut pe călugărul Pierre. Raymond, și unii dintre clericii de frunte au inceput să sape în Catedrala Sfântului Petru, unde, la sfârșitul zilei de 15 iunie, călugărul care avusese viziunea a găsit vârful unei sulițe. Raymond a considerat această descoperire ca un semn divin al victoriei care avea să vină și a hotărât că nu mai se punea problema predării cetății. Călugărul Pierre a avut o altă vizune, prin care Sfântul Andrei îi îndemna pe cruciați să postească pentru cinci zile (în ciuda faptului că ei ei sufereau deja de foame), după care aveau să atace dușmanul și să câștige lupta.
Bohemund era la rândul lui neîncrezător în ceea ce privește autenticitatea Sfintei Lănci, dar nu a putut să nu țină seama de faptul că descoperirea ridicase mult moralul cruciaților. Este foarte posibil ca descoperirea relicvei creștine să fi fost pusă la punct chiar de Bohemund, care aflase prin intermediul spionilor din tabăra inamică de certurile dintre diferitele facțiuni musulmane.  Pe 27 iunie, Pierre l’Ermite a fost trimis în tabăra lui Kerbogha pentru negocieri, dar bătălia dintre cele două armate era de neevitat. Bohemund a împărțit cruciații în mai multe subunități: una sub comanda sa directă și restul sub comanda lui Hugh de Vermandois, Robert de Flandra, Godfrey, Robert al Normandiei, Adhemar, Tancred și Gaston de Béarn. Raymond, care era bolnav, a rămas cu un grup de 200 de oameni să păzească citadelă, care se afla în continuare în mâinile oamenilor lui Kerbogha.

## Bătălia de la Antiohia
Luni, 28 iunie, cruciații au ieșit pe poarta principală a orașului, cu Raimond de Aguilers purtând Lancea Sfântă. Kerbogha nu a ținut seama de sfaturile generalilor săi, care-l îndemnaseră să atace forțele cruciaților pe rând, când ieșeau din fortificații, preferând în schimb să aștepte pentru a înfrunta  forțele reunite ale creștinilor. Kerbogha a mimat o retragere pentru a atrage cruciații pe teren accidentat, în vreme ce arcașii musulmanii trăgeau salve de săgeți asupra creștinilor care avansau neîntrerupt. O unitate musulmană a atacat flancul stâng al creștinilor, care nu era apărat de apele râului, dar Bohemund a sesizat rapid amenințarea și a respins atacul. Kerbogha a incendiat iarba dintre pozițiile sale și cele ale cruciaților, dar asta nu i-a oprit pe creștini să atace. Creștinii aveau viziunea a trei sfinți creștini care călăreau alături de ei: Sfântul Gheorghe, Sfântul Demetrios și Sfântul Maurițiu. Bătălia s-a incheiat rapid. Când coloanele cruciaților s-au prăvălit asupra liniilor lui Kerbogha, Duqaq și oamenii lui au fugit de pe câmpul de luptă, iar restul turcilor s-au împrăștiat cuprinși de panică. În scurtă vreme, întreaga armată musulmană se afla în retragere dezordonată.

## Urmări
După plecarea lui Kerbogha, garnizoana citatdelei aflată acum sub comanda lui Ahmed ibn Merwa a declarat că se predă, dar numai lui Bohemund persoanl, în niciun caz lui Raymond. Se pare că acesta a fost un aranjament făcut fără știrea lui Raymond. După cum se aștepta toată lumea, Bohemund a pretins ca orașul să fie prada sa de război, în ciuda dezaprobării acestei fapte de Adhemar și Raymond. Au fost trimiși doi cavaleri la Constantinopl, Hugh de Vermandois și Baldwin de Hainaut, cel de-al doilea pierind în timpul unei ambuscade. Împăratul Alexius nu s-a arătat interesat să trimită la Antiohia o expediție militară care să recupereze orașul. În Antiohia, Bohemund a pretins că bazileul Alexius a părăsit cauza cruciată, ceea ce ar fi invalidat toate jurămintele pe care le făcuseră cavalerii la Constantionopol. Bohemund și Raymond au ocupat palatul lui Yaghi-Siyan, dar Bohemund controla cea mai mare parte a orașului, iar stindardul său flutura deasupra citadelei. Este de presupus că francii din nordul Franței, cei din Provence sau din Normandia se considerau "națiuni" separate și fiecare încerca să obțină un statut mai important, dar mult mai probabil ambițiile personale au dus la asemenea fragmentări și dușmănii.
La scurtă vreme în oraș a izbucnit o epidemie, (cel mai probabil de tifos), iar pe 1 august legatul papal a murit. În septembrie, liderii cruciați i-au scris Papei Urban al II-lea, cerându-i să preia personal controlul orașului, dar Papa a declinat oferta. În lunile care au urmat până la sfârșitul anului 1098, cruciații au preluat controlul asupra zonelor rurale înconjurătoare, deși acum cavalerii aveau și mai puțin cai, iar țăranii musulmani refuzau să le ofere alimente. Cavaleri și pedestrașii de rând au început să sufere de foame și au amenințat că vor pleca spre Ierusalim fără liderii lor, care nu făceau nimic decât să se certe între ei. În noiembrie, Raymond a cedat pretențiilor lui Bohemund de dragul continuării cruciadei și pentru potolirea propriilor oameni. La începutul anului 1099, Raymond a plecat către Ierusalim, lăsându-l pe Bohemund stăpân peste proaspăt înființatul Principat al Antiohiei. În primăvara anului 1099, sub conducerea lui Raymond, cruciații asediau Ierusalimului.
Viziunile călugărului Pierre au fost considerate prea marțiale și prea avantajoase pentru cauza lui Bohemund, călugărul fiind acuzat de minciună. În schimb, călugărul s-a oferit să treacă prin proba focului pentru a dovedi adevărul spuselor sale. Cruciații urma să construiască o cărare printre doi pereți din lemn în flăcări, iar Pierre urma să traverseze această cale, iar dacă spusele sale ar fi fost adevărate, îngerul Domnului avea să-l păzească de foc. El a traversat zona incendiată și la ieșire suferise arsuri groaznice. Călugărul a murit după o agonie de 20 de zile. Nu s-a mai vorbit în mod oficial de Lancea Sfântă de la Antiohia, deși au mai existat o vreme o facțiune care a crezut în viziunea călugărului.
Asediul de la Antiohia a devenit în scurtă vreme legendar, iar secolul al XII-lea a devenit subiect al chanson d'Antioche, un chanson de geste din Ciclul cruciadei.